# Albion (Michigan)
Albion és una ciutat situada al comtat de Calhoun a l'estat nord-americà de Michigan. En el cens de 2010 tenia 8616 habitants i una densitat poblacional de 737,29 persones per km².

## Geografia
Albion està situada en les coordenades 42° 14′ 52″ N, 84° 45′ 33″ O / 42.24778°N,84.75917°O Segons l'Oficina del Cens dels Estats Units, Albion té una superfície total d'11.69 km², de la qual 11.42 km² corresponen a terra ferma i (2.28%) 0.27 km² és aigua.

## Demografia
Segons el cens de 2010,[4] hi havia 8616 persones residint a Albion. La densitat de població era de 737,29 hab./km². Dels 8616 habitants, Albion estava composta pel 63.57% blancs, el 29.93% eren afroamericans, el 0.34% eren amerindis, l'1.06% eren asiàtics, el 0.2% eren illencs del Pacífic, l'1.04% eren d'altres races i el 3.86% pertanyien a dos o més races. Del total de la població el 5.8% eren hispans o llatins de qualsevol raça.